# Dekompozycja spektralna
W geofizyce w sejsmice refleksyjnej jest to ciągła w czasie analiza spektrum częstotliwości przeprowadzana na pojednczym hodografie fali odbitej. Wynikiem tej analizy jest spektrum częstotliwości dla każdej pojedynczej próbki czasu (Castagana 2006).